# Unplugged (Baze-Album)
Unplugged ist ein Musikalbum des Schweizer Mundart-Rappers Baze aus dem Jahre 2007. Es handelt sich um ein Livealbum, das aus Mitschnitten zweier Konzerte besteht. Diese wurden von dem Musiker gemeinsam mit der Gruppe Secondo absolviert. Das Album konnte eine Woche lang in den Schweizer Album-Charts verweilen.

## Entstehung

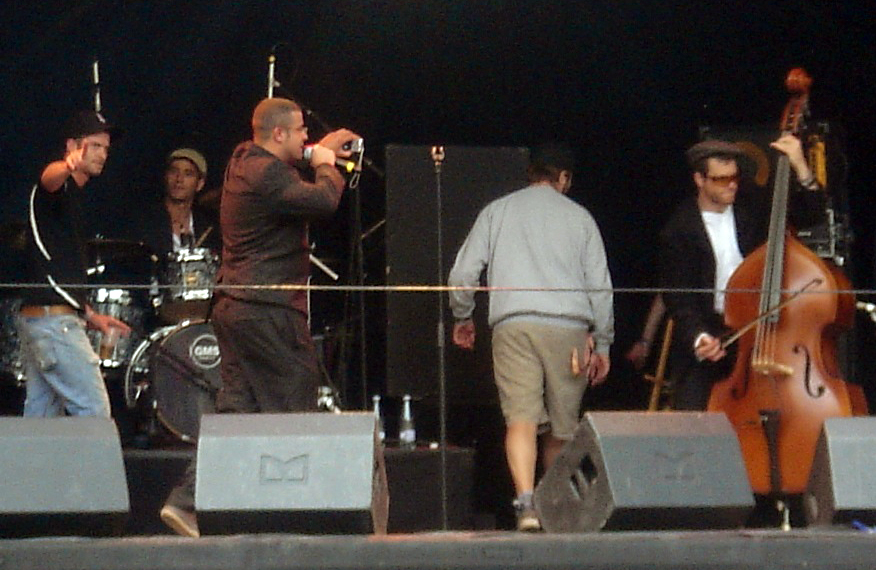
Baze und Secondo

Baze absolvierte zwei kleinere Konzerte am Freitag dem 12., und dem Samstag, dem 13. Januar 2007 im Berner Konzertlokal Sous-Soul zusammen mit Secondo. Dabei präsentierte er Lieder seiner beiden Alben Mis Meitli und Item sowie der EP Himutruutig. Unplugged enthält somit keine neuen Titel. Zusätzliche Aufnahmen fanden daraufhin im Studiomamma in Münchenbuchsee statt, wo die Lieder auch abgemischt wurden. Das Mastering erfolgte im Livingroomstudio in Oberbottigen.
Durch die Live-Instrumente werden die Hip-Hop-Beats der Lieder auf Unplugged häufig melodiöser dargestellt als beim Original, was dem Album auch Stilelemente anderer Musikgenres verleiht.

## Titelliste
1. Mis (Mis Meitli) – 4:05
2. Himutruurig (Himutruurig) – 3:52
3. Bärg ab (Item) – 2:59
4. Längwilig (Mis Meitli) – 4:59
5. Herbscht i mirä Stadt (Mis Meitli) – 3:57
6. Leider (Item) – 3:25
7. Leider hätts nie... (Mis Meitli) – 3:34
8. Disco Disco (Mis Meitli) – 3:46
9. Cha nüt drfür (Item) – 2:52
10. Guet so wis isch (Mis Meitli) – 4:49
11. Wohärä geisch? (Item) – 3:51
12. Tolle Typ (Mis Meitli) – 3:22
13. Aus (Item) – 4:55
14. Morn wider nümm (Mis Meitli) – 3:32
15. Ender weniger (Mis Meitli) – 4:49
16. Aus klar? (Mis Meitli) – 6:56

## Illustration und Artwork

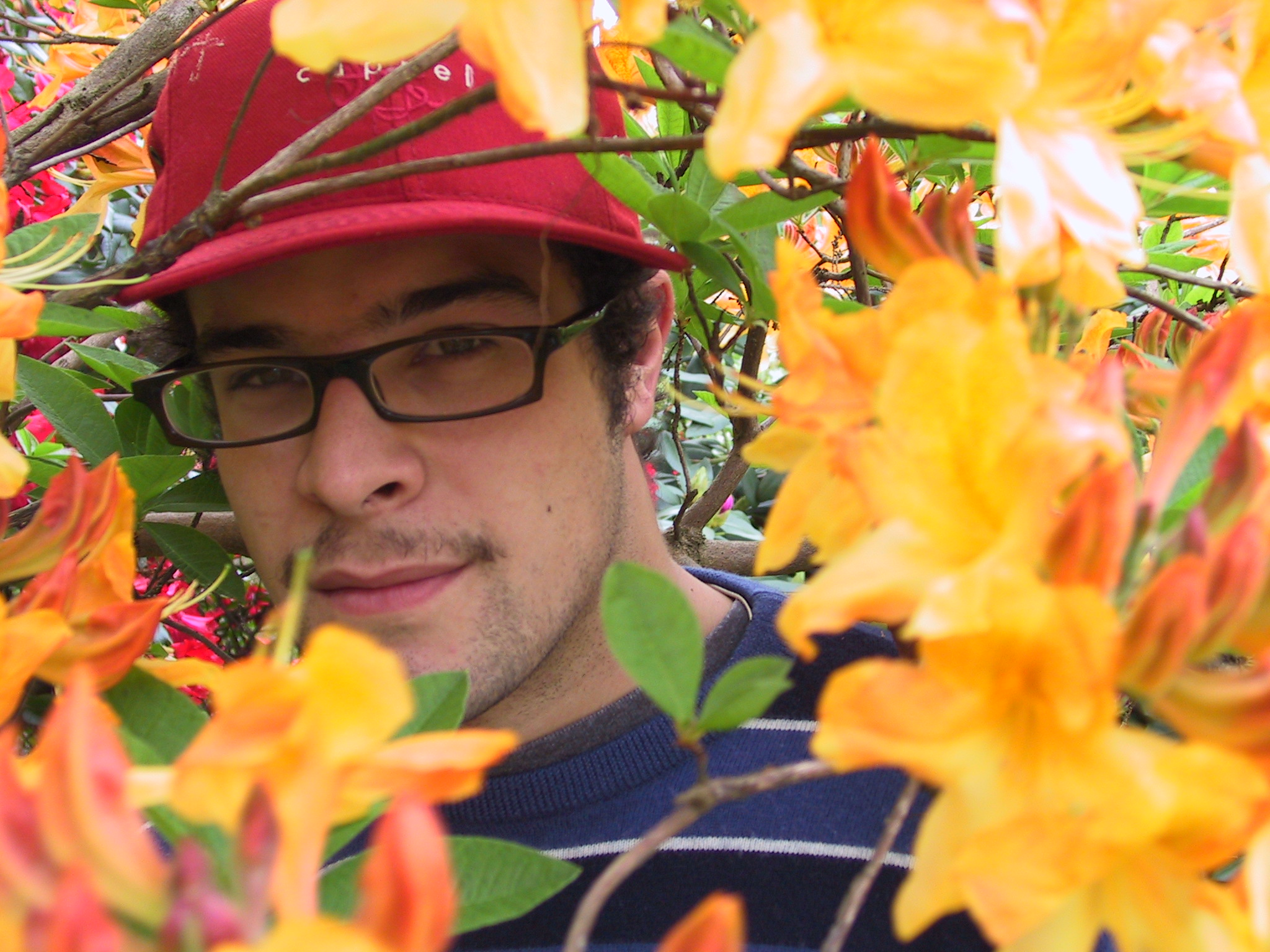
Rapper Baze, unter dem Namen Broccoli George auch als Grafiker tätig

Die Gestaltung der CD wurde von Baze selbst durchgeführt, der unter dem Künstlernamen Broccoli George und mit der Marke Broccoli Grafik als Grafiker und Designer tätig ist. Das Album besteht aus einer auseinanderklappbaren Papphülle, die hauptsächlich in weiss gehalten ist. Das Cover zeigt gefaltete Hände und einen Rosenkranz inmitten einer orange-blauen Sonne. Auf dem Backcover ist in derselben ein Totenkopf mit X-Augen zu erkennen. Auf den Innenseiten der Hülle kann man die Titelliste, Credits und Markenlogos lesen, die allesamt in orange-blauer Schrift geschrieben sind. Die CD zeigt ein orangefarben umrahmtes B auf blauem Grund.

## Kritiken und Rezension
Unplugged stieg am 18. November 2007 aus Platz 84 der Schweizer Album-Charts ein und blieb dort eine Woche.

„Auf dem Album rappt sich Baze durch sein bisheriges Schaffen – angefangen bei der EP ‚Himutruurig‘ und dem gleichnamigen Song, reimt er sich über sein erstes Solodebüt ‚Item‘ bis hin zu seinem letzten Output ‚Mis Meitli‘. Zwischen den Tracks lässt er sich feiern. Er gibt sich mit falscher Songansage von der schusseligen Seite, schreit nach mehr Streichern, die seine Sounds verfeinern sollen – und er benotet das im Sous Sol anwesende Publikum. Baze ist also nicht nur Rapper, sondern auch Entertainer. […] Musikalisch hat Baze dank der Live-Band im Rücken nur gewonnen. Die Songs wirken facettenreicher und kräftiger. Gut möglich, dass der Berner in der hiesigen Hip-Hop-Landschaft Pionierarbeit geleistet hat und viele weitere Rap-Acts aus heimischem Schaffen demnächst mit einer Band auf der Bühne stehen werden. Vor der Zugabe vergibt Baze dem Publikum die Note 5. Diese hat er sich auch für sein Album verdient. Setzen.“

„Fast schon im Country-Style jagen Drums und Akustikgitarre durch ‚Himutruurig‘. In ‚Bärg Ab‘ pluckert äußerst prominent der Bass durchs Klangbild. Hier eine Spur Rockabilly (‚Aus Klar?‘), da ein Reggae-Offbeat, soulige Streicher und eine Prise Ska (‚Guet So Wis Isch‘): Eingefahrene Rap-Heads dürften mit der ganz und gar Hip Hop-unbedarften Instrumentierung einige Probleme bekommen.“

„BAZE ‚Unplugged‘ ist unverblümt direkt, ehrlich und roh wie ein ungeschliffener Diamant, der seine wirkliche Eleganz im naturell noch viel ausgeprägter ausstrahlt.“